# سنت هلنا، اسنشن و تریستان دا کونا
سنت هلنا، اسنشن و تریستان دا کونا (به انگلیسی: Saint Helena, Ascension and Tristan da Cunha) یک سرزمین فرادریایی بریتانیا در اقیانوس اطلس است. این سرزمین شامل جزیره سنت هلن، جزیره اسنشن و مجمع‌الجزایر تریستان است که تا اول سپتامبر ۲۰۰۹ به نام سنت هلن و متعلقات آن نامیده می‌شد

## تاریخچه

### کشف پرتغالی‌ها
پرتغالی‌ها جزیره سنت هلن را بی سکونت یافتند. پرتغالی‌ها چارپایان اهلی، درختان میوه و سبزیجات را تسخیر کردند ولی سکونت دائمی نداشتند. فرانسیس دریک، احتمالاً این جزیره سنت هلن را آخرین مقصد گردش جهانی خود قرار داده.

### تبعید ناپلئون به جزیره سنت هلن
۱۵ اکتبر سال ۱۸۱۵ ناپلئون بناپارت به جزیره سنت هلن در غرب آفریقا تبعید شد. این اتفاق پس از شکست او در جنگ معروف به «واترلو» اتفاق افتاد. او خود را به انگلیسی‌ها تسلیم کرد و انگلیسی‌ها او را به جزیره‌ای در دریای اطلس به نام سنت هلن تبعید کردند. او در سنت هلن خاطرات و افتخارات خود را همراه با سربازان با وفای خود به یاد می‌آورد. ناپلئون در ۵۲ سالگی و در سال ۱۸۲۱ به علت شرایط بد جسمانی و بیماری درگذشت. جسد او پس از ۱۹ سال به وسیله کشتی به فرانسه منتقل شد.

## نگارخانه

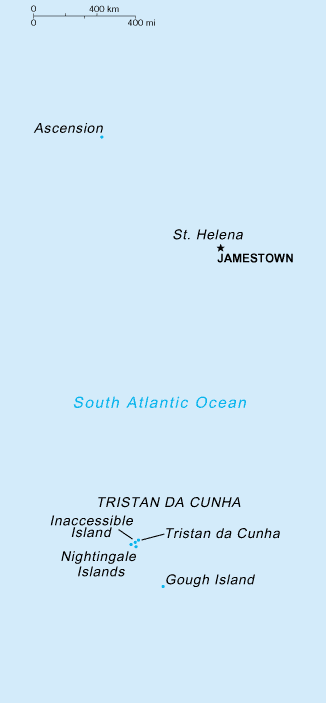
Map showing all of the islands
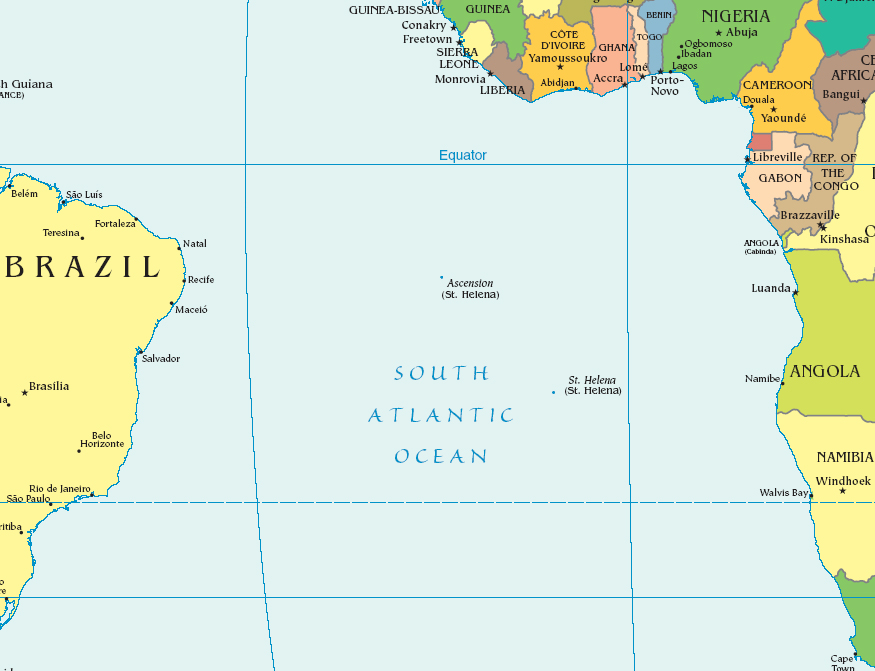
Location of Saint Helena and Ascension Island
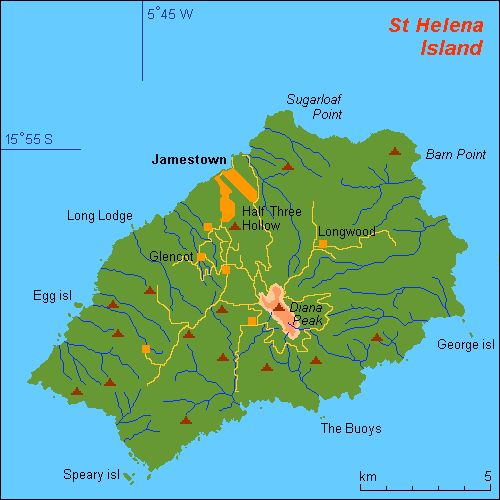
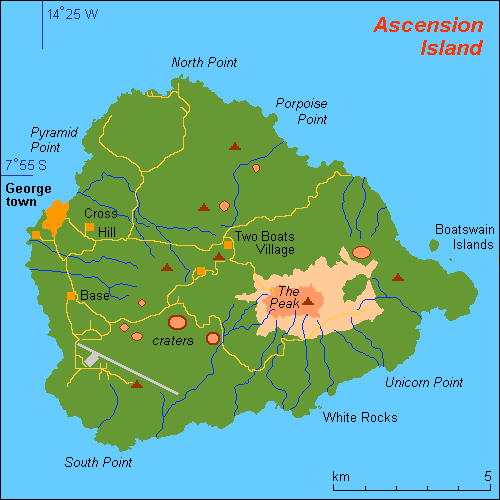
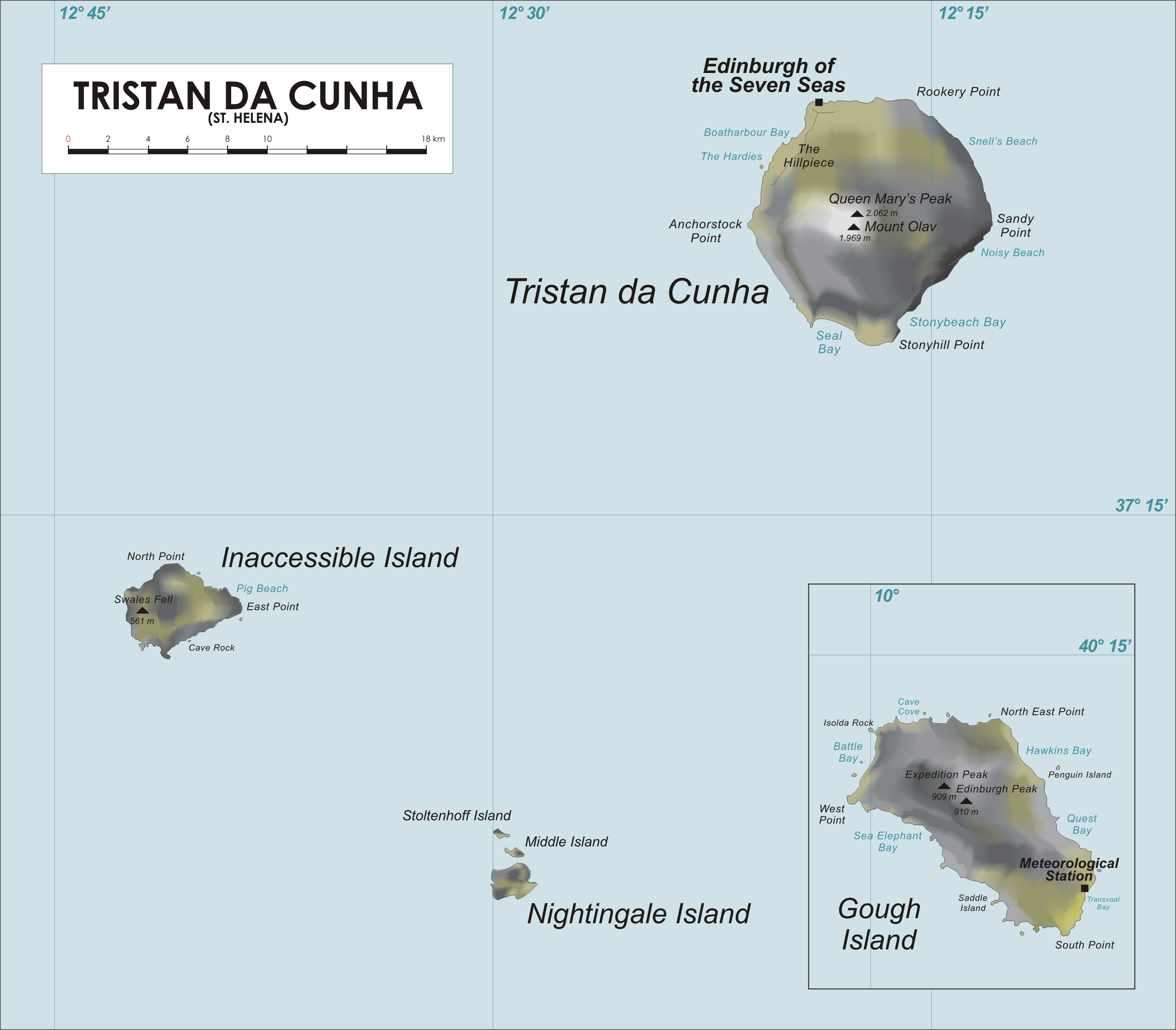